# 질산 바륨
질산바륨(Barium nitrate)은 화학식 Ba(NO3)2을 갖는 무기 화합물이다. 대부분의 바륨염들처럼 무색이며 독성이 있고 물에 녹는다. 녹색 불꽃과 함께 타오르며 산화제이다. 이 화합물은 신호탄에 흔히 사용된다.

## 제조, 반응
2Ba(NO3)2 → 2BaO + 4NO2 + O2

## 안전
용해 가능한 모든 바륨 화합물들과 마찬가지로 질산바륨은 흡입 또는 소화를 통한 독성이 있다.